# Акопян, Седа
Седа Акопян (арм. Սեդա Հակոբյան, араб. سيتا هاكوبيان‎, англ. Seta Hagopian; 28 июля 1950, Басра, Ирак) —  иракская певица армянского происхождения. Славилась мягким голосом и стилем пения. Её называют иракской Файруз и «Теплый голос Ирака».
Давала концерты по всему арабскому миру, включая Ирак, Египет, Алжир и ОАЭ. Её музыкальный стиль был одним из первых, кто обновил иракские песни за счёт внедрения западных инструментов и исполнения современной поп-музыки.

## Биография
Седа Акопян родилась 28 июля 1950 года в Басре и выросла недалеко от знаменитых каналов южного иракского города.
Её отец Аршак Бадрос был теннисистом, который представлял Ирак на нескольких турнирах в 50-х и 60-х годах XX века. Помимо этого, он был пианистом. Её дядя — чемпион по тяжелой атлетике Джамиль Бутрос, который представлял Ирак на чемпионатах по тяжелой атлетике и выиграл серебряную медаль в Каире в 1954 году, а также был барабанщиком.
Седа начала петь песни классической египетской певицы Шахразада в возрасте четырёх лет. Когда она начала задумываться о своей музыкальной карьере певицы в 1960-х годах, она попыталась перенять стиль Абдула Вахаба, одного из самых известных классических арабских певцов и композиторов того времени. Хотя Седа восхищалась его работами, вскоре она поняла, что хочет, чтобы её музыка звучала по-другому.
Она хотела сделать его современным, сохраняя при этом некоторые элементы традиционности: интерес, который побудил её всё чаще включать западные инструменты наряду с традиционными арабскими мелодиями. Её первые два сингла: «Leil el Sahar» / «Sleepless Nights» и «Ma'indal Dalooni» / «I Do Not Know the Way, Lead Me» утвердили её индивидуальность на иракской сцене.